# Sông Yukon
Sông Yukon là một con sông ở tây bắc Bắc Mỹ, tổng chiều dài là 3.700 km (2300 dặm). Sông này có lưu vực 832.700 km², bắt nguồn ở các hồ Tagish, Atlin và Teslin nằm giữa biên giới của British Columbia và Lãnh thổ Yukon Canada. Nguồn cuối của sông này là sông Nisutlin, một sông nhánh của hồ Teslin. Đoạn đầu, sông Yukon chảy theo hướng tây bắc ở lãnh thổ Yukon, qua Whitehorse, Carmacks, Fort Selkirk, và Dawson. Các chi lưu chính của Yukon ở khu vực này là sông Big Salmon, sông Pelly, sông White, sông Stewart, và sông Klondike. Sau đó sông Yulon chảy vào Alaska, nơi nó chảy theo hướng tây qua bang này với chiều dài 2.040 km trước khi đổ vào một khu vực đồng bằng châu thổ ở biển Bering. Các sông nhánh chính ở Alaska là sông Porcupine, sông Tanana và sông Koyukuk. Sau khi nhận nước thêm từ sông Porcupine, sông Yukon chảy vào nhiều kênh khác nhau qua với chiều dài 240 km qua Yukon Flats. Các tàu đáy nông có thể đi vào sông này đến tận Whitehorse.

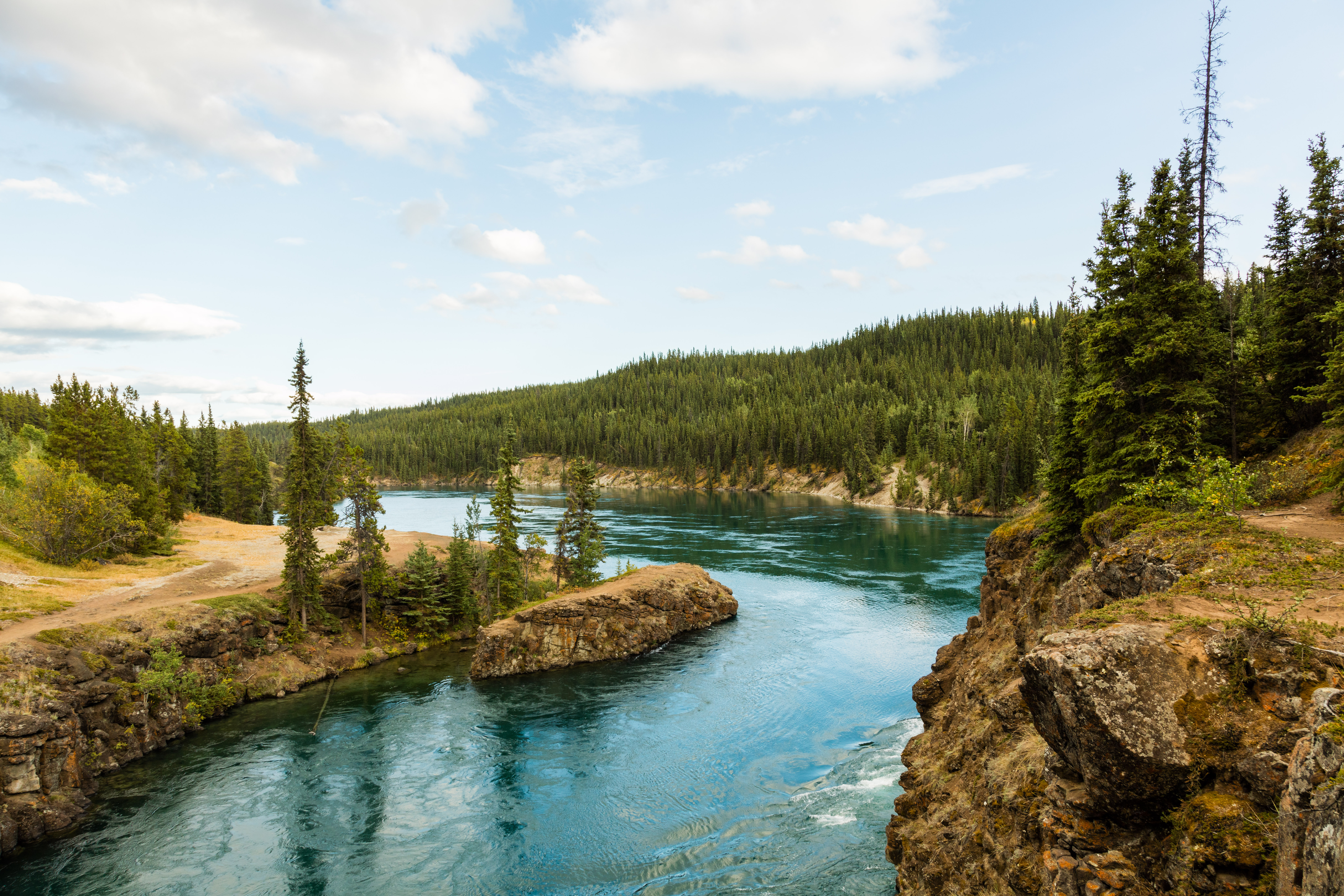
Hẻm núi bazan Miles
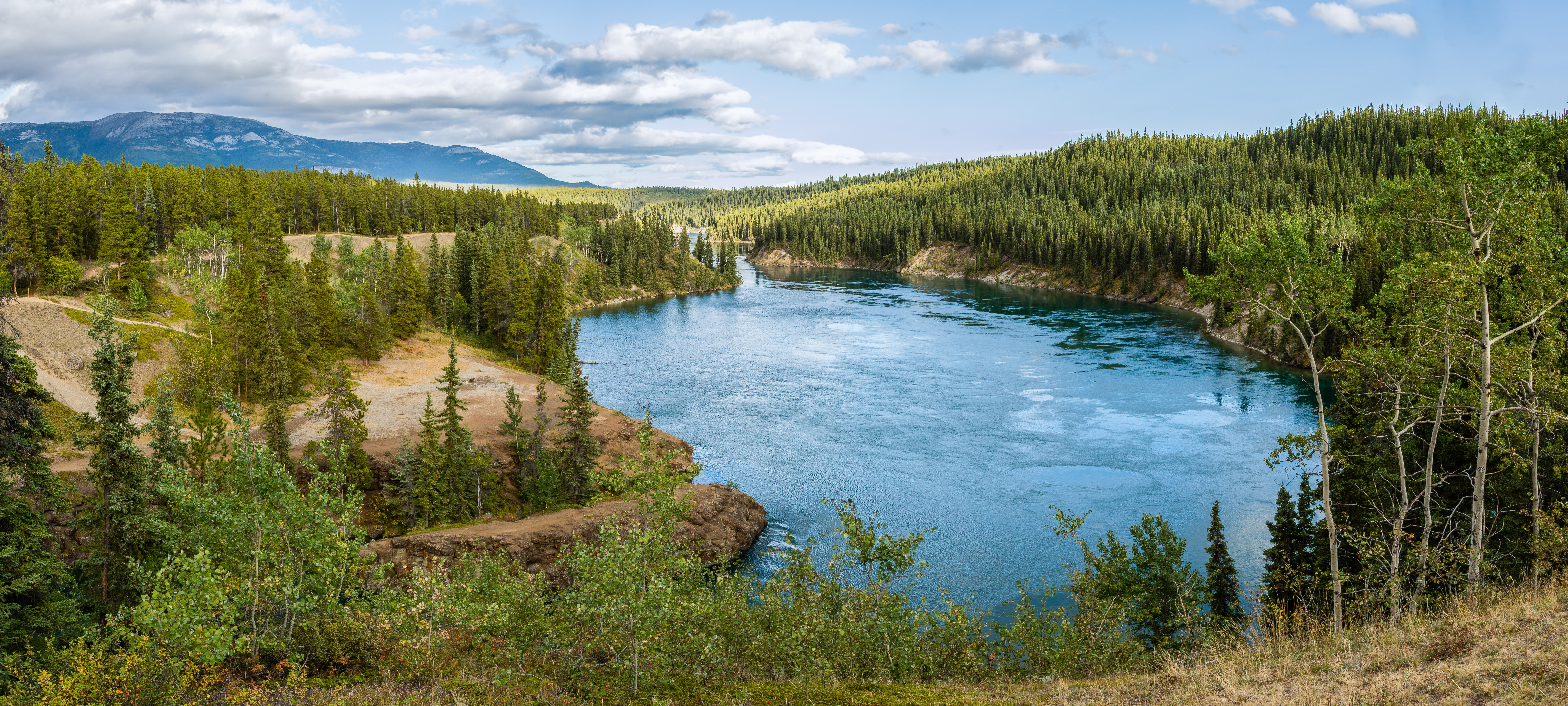
hồ Schwatka
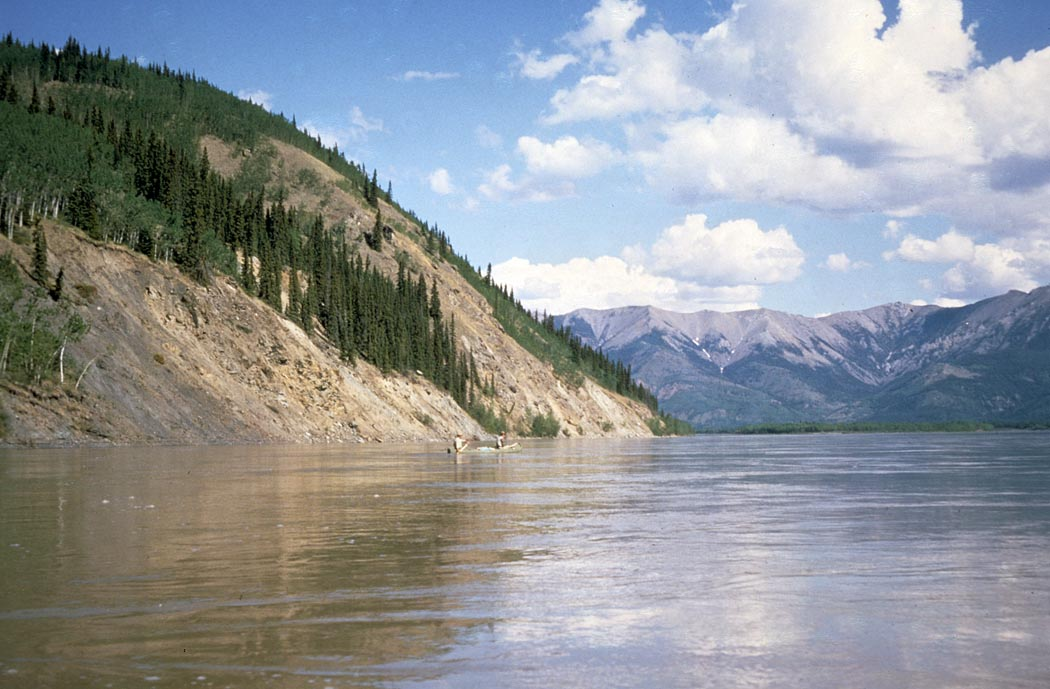
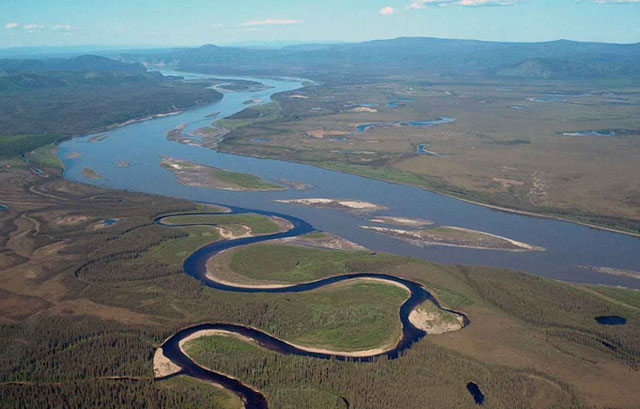
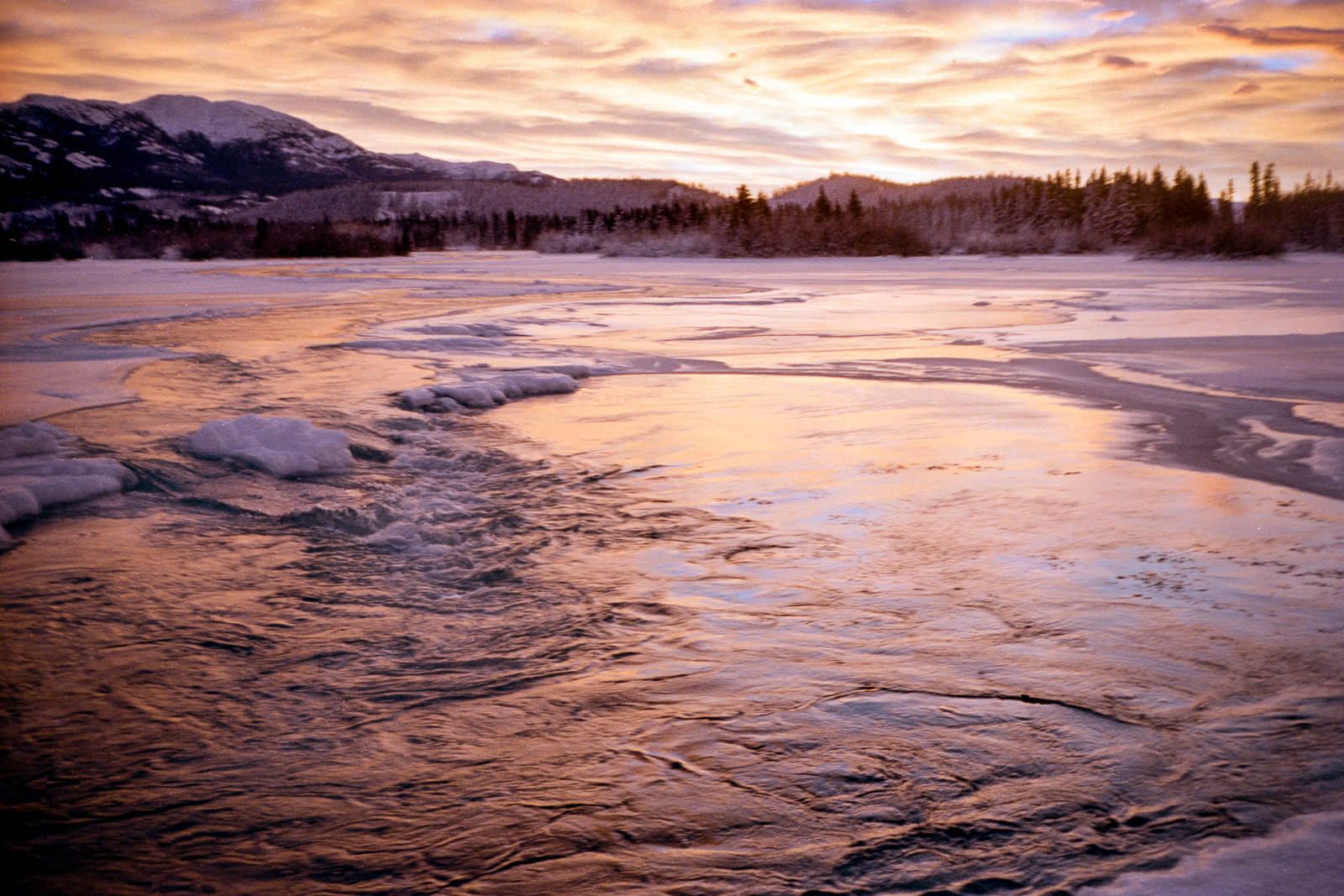
Gần Whitehorse
Đồng bằng Yukon